# یوژف کواچ (دونده)
یوژف کواچ (انگلیسی: József Kovács; ۳ مارس ۱۹۲۶ – ۲۹ مارس ۱۹۸۷) ورزشکار دو و میدانی اهل مجارستان بود.